# Lake Arrowhead (Californië)
Lake Arrowhead is een plaats (census-designated place) in de Amerikaanse staat Californië, en valt bestuurlijk gezien onder San Bernardino County.

## Demografie
Bij de volkstelling in 2000 werd het aantal inwoners vastgesteld op 8934.

## Geografie
Volgens het United States Census Bureau beslaat de plaats een oppervlakte van
32,8 km², waarvan 29,6 km² land en 3,2 km² water. Lake Arrowhead ligt op ongeveer 1647 m boven zeeniveau.

## Plaatsen in de nabije omgeving
De onderstaande figuur toont nabijgelegen plaatsen in een straal van 24 km rond Lake Arrowhead.